# Pacta sunt servanda
Pacta sunt servanda je osnovno načelo ugovornog prava po kojem je zaključeni ugovor zakon za ugovorne strane, koje su dužne ispuniti svoje obaveze na način određen ugovorom i odgovorne su za ispunjenje tih obaveza. Načelo pacta sunt servanda potiče iz kanonskog prava srednjeg veka,a tek kasnije je uvedeno u svetovno pravo.
Ugovorne strane ne mogu jednostrano menjati ugovorne odredbe niti odustati od ispunjenja ugovora. Protiv ugovorne strane koja ne ispunjava ili neuredno ispunjava svoje ugovorne obaveze druga ugovorna strana može pokrenuti odgovarajući sudski postupak. 
Međutim, u određenim slučajevima (ugovori sa klauzulom rebus sic stantibus), kada se promene okolnosti koje su postojale u vreme sklapanja ugovora tako da onemogućavaju ili bitno otežavaju ispunjenje ugovornih obaveza, bilo bi nepravedno zahtevati da ugovorne strane ispune svoje ugovorne obaveze, te se u tim situacijama ugovorne strane mogu osloboditi od ispunjenja tih obaveza (to je raskid ugovora zbog promenjenih okolnosti)

## Literatura
- Đorđe Nikolić. Obligaciono pravo, Priručnik za polaganje pravosudnog ispita. Beograd: Projuriš. ISBN 86-86105-13-0.